# Ana Beatriz Barros

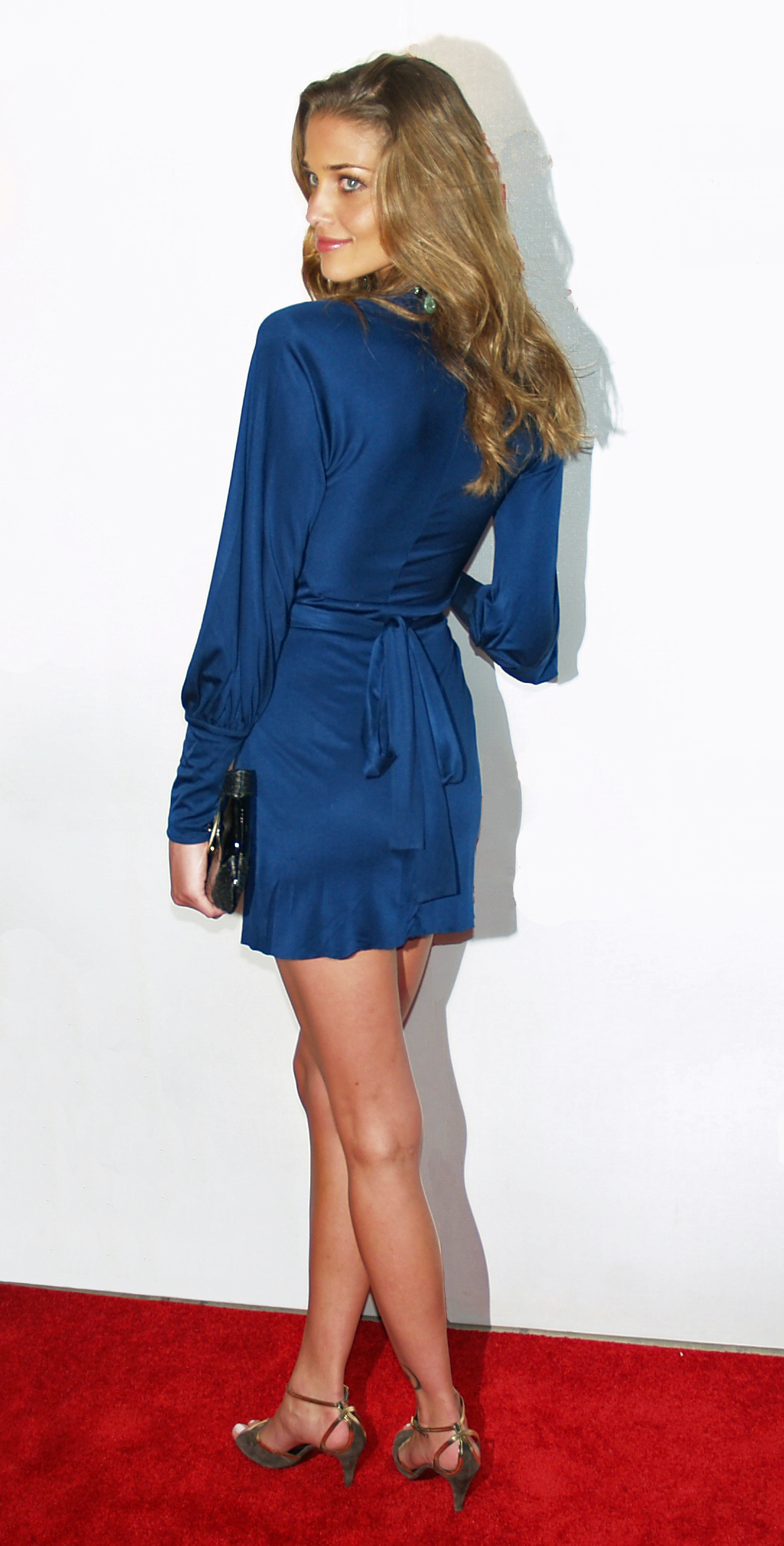
Ana Beatriz Barros (april 2007)

Ana Beatriz Barros, född 29 maj 1982 i Itabira, Minas Gerais, Brasilien, är en brasiliansk fotomodell.
Barros slog igenom som Victoria's Secret-modell och har sedan dess bland annat jobbat för Roberto Cavalli, L'Oréal, Maybelline, Dolce & Gabbana, Lancôme, Guess? och Chanel. Hon har även modellat för Hennes & Mauritz.